# Kanzlerdiktatur
Der Begriff Kanzlerdiktatur wurde von zeitgenössischen liberalen Kritikern zur Kennzeichnung der Regierung und der Amtszeit des ersten deutschen Reichskanzlers Otto von Bismarck geprägt, um dessen Herrschaftssystem zu charakterisieren (vgl. auch Deutsches Kaiserreich).

## Kritik und Vorwürfe
Vor allem nach der innenpolitischen Wende von 1878/79 und der Hinwendung Bismarcks zu den Konservativen nahm die Kritik vor allem der Altliberalen und aus dem Umfeld der Fortschrittspartei am Reichsgründer zu. Den Begriff der Kanzlerdiktatur hat Franz Freiherr von Roggenbach offenbar erstmals in einem Brief an Ludwig Bamberger verwendet. Im gleichen Sinn sprachen Eugen Richter und Eduard Lasker von einem „Usurpator“ und „Diktator“ und beklagten das „autokratische Element [...] in der Form des Scheinkonstitutionalismus“. Ähnlich äußerten sich auch der Altliberale Gustav von Mevissen und der später dem Freisinn zugehörige Friedrich Kapp. Der Begriff wurde in den 1880er Jahren nicht im exakt verfassungsrechtlichen Sinne gebraucht, da sich formal nichts an der untergeordneten Stellung des Kanzlers geändert hatte. In der Folge wurde der Begriff auch von konservativen Gegnern Bismarcks wie Hans Lothar von Schweinitz, von ausländischen Diplomaten wie Lord Ampthill und  später von Historikern aufgegriffen. Selbst der Historiker Friedrich Meinecke, alles andere als ein Bismarckfeind, formulierte, dass Bismarck „auch im neuen Reich eine Art von Diktatur“ ausüben würde. Bismarck selbst hatte zu dieser Charakterisierung beigetragen, als er schrieb: „In allem, nur nicht dem Namen nach, bin ich Herr in Deutschland.“

## Verfassungsrecht und Verfassungswirklichkeit
Tatsächlich hat die von Bismarck maßgeblich mitgestaltete Verfassung zunächst des Norddeutschen Bundes und schließlich des Kaiserreichs die Position des Kanzlers besonders betont. Der Kanzler war der Mittler zwischen dem im Bundesrat vertretenen Deutschen Staaten, dem Kaiser und dem Reichstag. Im Gegensatz zu den Ländern hatte das Reich keine kollegiale Regierung in der etwa der Ministerpräsident nur so etwas wie ein primus inter pares war, sondern das Reich hatte nur einen regelrechten Minister und das war der Kanzler. Alle anderen Führungspositionen waren weisungsgebundene Staatssekretäre. Zwar wurde der Kanzler vom Kaiser ernannt und konnte von diesem auch wieder abgesetzt werden. Aber seitdem Bismarck sich während des Verfassungskonflikts gegen das Parlament durchgesetzt und damit indirekt Wilhelm I. den Thron gesichert hatte, hielt dieser an Bismarck unbeirrt fest. Im Gegenteil hatte Bismarck mehrfach, um den Kaiser von einer Sachfrage zu überzeugen, mit dem Rücktritt gedroht. Immer gab der Kaiser nach. Die Position des Kanzlers war umso stärker, weil er dem Bundesrat vorsaß und Bismarck als Außenminister und Ministerpräsident von Preußen dessen hegemoniale Position zur Durchsetzung seiner Ziele notfalls einsetzen konnte.
Obwohl der Kanzler verfassungsrechtlich eigentlich nur eine Art Geschäftsführer des Bundesrates sein sollte, nahm Bismarck im Verfassungsdreieck zwischen Kanzler, Bundesrat und Reichstag zweifellos die zentrale Position ein. Allerdings stand der monarchisch-bürokratischen Exekutive mit dem Reichstag eine moderne Institution gegenüber. Gegenüber dem Dreiklassenwahlrecht in Preußen war das allgemeine und direkte Wahlrecht ein Fortschritt in Richtung von mehr politischer Partizipation. Wenn auch viele Bereiche insbesondere in der Außen- und Sicherheitspolitik Arkanbereiche der Monarchie und dem Einfluss des Parlaments entzogen blieben, spielte es in der grundsätzlichen Ausgestaltung der Innenpolitik im weitesten Sinne eine kaum zu überschätzende Rolle. Der Kanzler war für jedes Reichsgesetz und für jeden Etat auf die Zustimmung des Parlaments angewiesen. Allerdings standen der Exekutive mit dem Recht der Parlamentsauflösung ein starkes Druckmittel zu, um den Reichstag gefügig zu machen.
In den ersten Jahren funktionierte die Zusammenarbeit zwischen Kanzler und dem liberal dominierten Parlament relativ reibungslos. Sowohl die Exekutive wie auch die Liberalen waren aus unterschiedlichen Motiven etwa daran interessiert, die ultramontane Bewegung im Katholizismus zurückzudrängen. Der Kulturkampf von 1871 bis 1887 gegen den Einfluss der katholischen Kirche und die Politik von Papst Pius IX. wurden vom Kanzler und den Liberalen gemeinsam geführt. Zeitweise wurden in Preußen alle katholischen Bischöfe verhaftet oder des Landes verwiesen und die Besetzung zahlreicher Pfarrerstellen behindert. Die Zentrumspartei als politische Vertretung des Katholizismus im Deutschen Reich, wurde als „reichsfeindlich“ eingestuft. Auch das Sozialistengesetz gegen die sozialdemokratische SAP wurde von einer breiten Parlamentsmehrheit von Konservativen und Nationalliberalen mitgetragen. Allerdings zeigt auch dieses Beispiel die Grenzen der Macht Bismarcks. Als 1889 erneut eine Verlängerung anstand, fand der Kanzler keine Mehrheit mehr dafür. Dies war einer der Gründe, die schließlich zur Entlassung Bismarcks durch den neuen Kaiser Wilhelm II. beitrugen.

## Der Begriff in der Diskussion
Von der Geschichtsschreibung wird er heute im Allgemeinen so nicht mehr verwandt, weil er die innenpolitische Situation im Deutschen Kaiserreich zu sehr vereinfacht und zu personalistisch ist. Eine Ausnahme ist Golo Mann, der von einer „Diktatur oder Halbdiktatur“ Bismarcks sprach.
Anknüpfend an Karl Marx’ Schrift Der achtzehnte Brumaire des Louis Bonaparte hat Hans-Ulrich Wehler in seinem Kaiserreich-Buch von 1973 versucht, die eigentümliche Mischung des innenpolitischen Systems Bismarck aus modernen demokratischen Elementen (z. B. allgemeines Wahlrecht) und Repression (z. B. Sozialistengesetz) als Bonapartismus zu beschreiben. In seiner Gesellschaftsgeschichte ist Wehler davon wieder abgerückt und hat anknüpfend an Max Webers Herrschaftssoziologie versucht, Bismarck mit dem Begriff des charismatischen Herrschers zu beschreiben. Aber auch dieser Versuch einer typologischen Herrschaftsbestimmung ist in der Fachwelt auf eine breite Skepsis gestoßen. Um eine einseitige Deutung zu vermeiden, bevorzugen einige Autoren den Begriff „System Bismarck“.